# Konfederacja Wolność i Niepodległość
Konfederacja – polska koalicja o charakterze skrajnie prawicowym, prawicowo-populistycznym i eurosceptycznym, zawiązana przed wyborami do Parlamentu Europejskiego w 2019 (formalnie zarejestrowana była w nich jako komitet wyborczy wyborców Konfederacja KORWiN Braun Liroy Narodowcy). Od lipca 2019 zarejestrowana jako partia polityczna (o charakterze federacyjnym) pod nazwą Konfederacja Wolność i Niepodległość (Konfederacja Wolnościowcy i Narodowcy).

## Historia

### Działalność do wyborów parlamentarnych w 2019
6 grudnia 2018 decyzję o wspólnym starcie w wyborach europejskich podjęły partie KORWiN i Ruch Narodowy. W styczniu 2019 do koalicji dołączyły organizacja Grzegorza Brauna Pobudka i stowarzyszenie (a następnie także partia) Piotra Liroya-Marca Skuteczni (przy czym Skuteczni byli w koalicji z KORWiN od wyborów samorządowych w 2018 i od listopada tegoż roku tworzyli z nią wspólne koło poselskie Wolność i Skuteczni). Start z jej listy zapowiedziała także działaczka antyaborcyjna Kaja Godek z Fundacji Życie i Rodzina.
W lutym 2019 koalicja zaczęła posługiwać się nazwą „Koalicja ProPolska”, jednak 27 lutego ogłoszono oficjalną nazwę „Konfederacja KORWiN Braun Liroy Narodowcy”. W marcu złożono wniosek o rejestrację partii o tej nazwie.
6 marca do sojuszu dołączyło nieformalne wówczas ugrupowanie Federacja dla Rzeczypospolitej. 14 marca przedstawiciele środowiska kresowego (Włodzimierz Osadczy, Andrzej Zapałowski i Lucyna Kulińska) oraz stowarzyszenie Zdrowy Rozsądek i Akademia Patriotów zapowiedzieli start z list Konfederacji w wyborach do PE. 22 marca koło poselskie Wolność i Skuteczni, wraz z przystąpieniem posłów niezrzeszonych Roberta Winnickiego (prezesa RN) i Marka Jakubiaka, przemianowało się na koło poselskie Konfederacja, a jego przewodniczącym (zastępując Piotra Liroya-Marca) został Jacek Wilk.
6 kwietnia 2019 odbyła się konwencja wyborcza Konfederacji, na której zaprezentowano ostateczny skład list wyborczych do Europarlamentu. Gościem specjalnym konwencji była działaczka społeczna i polonijna Maria Mirecka-Loryś.
10 kwietnia do koalicji przystąpiła Partia Kierowców (założona przez polityków działających także w KORWiN – jej prezesami byli kolejno Lech Kędzierski i Bartłomiej Pejo, została wyrejestrowana 19 grudnia 2022).
Komitet zarejestrował listy wyborcze we wszystkich okręgach, znaleźli się na nich obaj dotychczasowi europarlamentarzyści partii KORWiN – Robert Iwaszkiewicz i Dobromir Sośnierz.
25 kwietnia podczas konferencji prasowej posłowie Konfederacji ogłosili, że nowym przewodniczącym koła zostanie Marek Jakubiak, zastępując Jacka Wilka.
1 maja 2019 – w 15. rocznicę wejścia Polski do Unii Europejskiej – Konfederacja wraz ze stowarzyszeniem Marsz Niepodległości oraz Młodzieżą Wszechpolską zorganizowały w Warszawie eurosceptyczny Marsz Suwerenności. 11 maja 2019 przedstawiciele Konfederacji wzięli udział w zorganizowanym przez stowarzyszenie Marsz Niepodległości proteście „Stop 447” pod Kancelarią Prezesa Rady Ministrów i Ambasadą Stanów Zjednoczonych przeciwko amerykańskiej ustawie JUST, która daje amerykańskiemu Departamentowi Stanu możliwość wspierania pozarządowych organizacji zrzeszających ofiary Holocaustu w sprawach roszczeń majątkowych bez spadkobierców.
15 maja do koła poselskiego Konfederacji dołączył dotychczas niezrzeszony poseł Robert Majka.
Komitet Wyborczy Wyborców Konfederacja KORWiN Braun Liroy Narodowcy na wybory do Parlamentu Europejskiego w 2019 zarejestrował listy we wszystkich trzynastu okręgach. W wyborach do Parlamentu Europejskiego 26 maja 2019 Konfederacja uzyskała 4,55% (4. miejsce), co nie pozwoliło na osiągnięcie progu wyborczego.
7 czerwca ogłoszono połączenie Skutecznych i FdR (która ze względu na niewpisanie do rejestru partii zadeklarowała działalność jako stowarzyszenie) w partię o nazwie Federacja Jakubiak-Liroy. 17 dni później obie formacje opuściły Konfederację, ich liderzy z czasem wystąpili także z koła poselskiego (powstanie partii FJL ostatecznie nie doszło do skutku). W wyniku rozłamu 28 czerwca nowym przewodniczącym koła poselskiego został Jakub Kulesza z KORWiN. Jednocześnie działacze koalicji zapowiedzieli start jako Konfederacja w jesiennych wyborach parlamentarnych. Tego samego dnia Grzegorz Braun, pozostając ze swoim środowiskiem w Konfederacji, złożył wniosek o rejestrację partii Konfederacja Korony Polskiej (zarejestrowano ją 24 stycznia 2020).
25 lipca 2019 zarejestrowano przez sąd koalicyjną partię, ostatecznie pod nazwą „Konfederacja Wolność i Niepodległość” (z formalnym skrótem „Konfederacja Wolnościowcy i Narodowcy”). Oprócz tego, ze złożonego wcześniej wniosku Michała Wawera z RN oraz Marka Kułakowskiego i Tomasza Grabarczyka z KORWiN, 4 września zarejestrowano partię pod nazwą „Konfederacja – Koalicja Propolska” (Michał Wawer i Marek Kułakowski byli także – obok Marcina Sypniewskiego z KORWiN – wnioskodawcami rejestracji Konfederacji WiN). 9 sierpnia Konfederację opuściła Kaja Godek wraz z Fundacją Życie i Rodzina. 12 sierpnia do koła poselskiego Konfederacji dołączył Paweł Skutecki, który kilka dni wcześniej opuścił Kukiz’15 (po zawarciu koalicji przez ten ruch z PSL), natomiast opuszczenie koła ogłosił Robert Majka. Dzień później poinformowano o starcie w wyborach z list Konfederacji WiN partii Zjednoczenie Chrześcijańskich Rodzin (kierowanej przez byłego europosła Bogusława Rogalskiego, która nie weszła w skład federacyjnej partii). Tydzień później z kolei Konfederację opuściła grupa polityków, którzy odeszli z KORWiN, wiążąc się ze Skutecznymi. Na początku września ogłoszono przyłączenie się do Konfederacji środowisk rolniczych, których reprezentantami na listach zostali m.in. Wojciech Mojzesowicz (startujący z jej listy już w eurowyborach) i Krzysztof Tołwiński (już po wyborach zorganizowały się one wewnątrz Konfederacji WiN, tworząc 29 listopada Konfederację Rolniczo-Konsumencką, której prezesem został Krzysztof Tołwiński, a wiceprezesami Rafał Foryś i Wojciech Mojzesowicz). Zawarto również porozumienie z Ogólnopolskim Stowarzyszeniem Wiedzy o Szczepieniach STOP NOP, którego kandydaci (m.in. poseł Paweł Skutecki) także znaleźli się na listach wyborczych.
W wyborach komitet Konfederacji WiN został jednym z pięciu komitetów ogólnopolskich. Dzień później komitet ogłosił kandydatów na pierwszych miejscach w poszczególnych okręgach. Poza ogłoszonymi wcześniej środowiskami na listach Konfederacji znaleźli się także liderzy Ligi Narodowej, czy też nieliczni członkowie LPR, WiS i KNP. 21 września odbyła się konwencja programowa Konfederacji, na której ogłoszono jej postulaty. W wyborach, które odbyły się 13 października, partia zdobyła 6,81% głosów i wprowadziła do Sejmu 11 posłów (po pięciu przedstawicieli KORWiN i RN oraz jednego KKP). W Senacie nie uzyskała mandatów. Konfederacja ponownie powołała jednolite koło poselskie, którego przewodniczącym pozostał Jakub Kulesza.

### 2019–2021
18 listopada 2019 Konfederacja przedstawiła 9 kandydatów mających wziąć udział w zorganizowanych przez tę partię prawyborach prezydenckich. Zostali nimi Krzysztof Bosak (RN), Grzegorz Braun (KKP), Paweł Skutecki (STOP NOP, zakładający także wówczas partię Zjednoczeni – ostatecznie niezarejestrowaną, w 2021 znalazł się w KKP), Krzysztof Tołwiński (KRK), Magdalena Ziętek-Wielomska (żona Adama Wielomskiego) oraz działacze KORWiN: Konrad Berkowicz, Artur Dziambor, Janusz Korwin-Mikke i Jacek Wilk. 18 stycznia 2020 na zjeździe elektorów kończącym prawybory, na kandydata Konfederacji wybrany został Krzysztof Bosak, zwyciężając w ostatnim głosowaniu z Grzegorzem Braunem stosunkiem głosów 163:146. Wcześniej jako ostatni kandydat KORWiN odpadł Artur Dziambor. Kandydatura Krzysztofa Bosaka została zarejestrowana przez PKW. W czerwcowych wyborach uzyskał on 6,78% głosów, zajmując 4. miejsce. Przed II turą Rada Liderów Konfederacji nie udzieliła poparcia żadnemu z kandydatów. Nie uczyniły tego także poszczególne wchodzące w jej skład partie, natomiast liderzy KRK opowiedzieli się za Rafałem Trzaskowskim z PO.
We wrześniu 2021 KRK opuściła Konfederację WiN.

### 2022–2023
Po agresji Federacji Rosyjskiej na Ukrainę w lutym 2022 doszło do znaczących różnic zdań wewnątrz Konfederacji WiN. Ich powodem były kontrowersyjne i utożsamiane z linią propagandy prorosyjskiej wypowiedzi m.in. Grzegorza Brauna i Janusza Korwin-Mikkego. Wskutek wypowiedzi Janusza Korwin-Mikkego część działaczy KORWiN odcięła się od niego. 8 marca 2022 posłowie Artur Dziambor, Jakub Kulesza i Dobromir Sośnierz opuścili KORWiN, zapowiadając powołanie nowego ugrupowania w ramach Konfederacji WiN. 9 dni później doszło do formalnej zmiany nazwy partii Konfederacja – Koalicja Propolska, w miejsce której zarejestrowano partię Wolnościowcy. 10 maja ogłoszono, że tę nazwę partii przyjęła grupa, która opuściła KORWiN. Prezesem Wolnościowców został Artur Dziambor.
W czerwcu Andrzej Szlęzak (zasiadający okresowo w klubie Koalicji Obywatelskiej w sejmiku podkarpackim) został pierwszym radnym wojewódzkim Konfederacji, przechodząc z PSL do KORWiN (w 2023 odciął się on jednak od formacji). 15 listopada tego samego roku do KORWiN i Konfederacji dołączył także poseł niezrzeszony Stanisław Tyszka (który wcześniej opuścił Kukiz’15). Następnego dnia wstąpił także do koła poselskiego Konfederacji. 29 listopada tego samego roku KORWiN przemianowała się na Nową Nadzieję.
W listopadzie Sąd Partyjny Konfederacji zadecydował o usunięciu Marka Kułakowskiego (Wolnościowcy) z Rady Liderów Konfederacji pod zarzutem „zapowiedzi działań na szkodę Konfederacji”.
14 grudnia Jakub Kulesza został odwołany z funkcji przewodniczącego koła poselskiego Konfederacji, a na jego następcę został wybrany Krzysztof Bosak.
10 lutego 2023 decyzją Sądu Partyjnego Konfederacji WiN Artur Dziambor został usunięty z jej listy członków. W następstwie tej decyzji, trzy dni później posłowie Wolnościowców ogłosili opuszczenie koła Konfederacji i utworzenie własnego koła poselskiego.
14 lutego wybrano współprzewodniczących Rady Liderów Konfederacji WiN, którymi zostali prezes NN Sławomir Mentzen (który 15 października 2022 zastąpił jako szef tej partii jej założyciela Janusza Korwin-Mikkego) i wiceprezes RN Krzysztof Bosak.
31 marca Konfederacja Korony Polskiej zawarła porozumienie o współpracy z partią Ruch Prawdziwa Europa. Cztery dni później została zarejestrowana powołana w 2022 przez działaczy RN ze względów techniczno-formalnych Partia Konserwatywna (Konserwatyści).
12 maja Robert Winnicki w związku ze złym stanem zdrowia podjął decyzję o rezygnacji ze stanowiska funkcji prezesa Ruchu Narodowego oraz szefa sztabu Konfederacji, a p.o. prezesa RN został Krzysztof Bosak. 21 lipca do RN i koła Konfederacji przystąpiła posłanka Anna Siarkowska, przechodząc z Suwerennej Polski i klubu PiS. 10 dni później do koła Konfederacji wrócił Dobromir Sośnierz (w związku z czym przestało istnieć koło poselskie Wolnościowców, których członkiem poseł pozostał).

### Od 2023
W wyborach parlamentarnych Konfederacja wystawiła listy we wszystkich okręgach do Sejmu oraz w 65 ze 100 okręgów do Senatu. Oprócz członków partii reprezentowanych w Radzie Liderów ugrupowania oraz osób bezpartyjnych, członków Ruchu PE (którego prezes Mirosław Piotrowski wystartował do Senatu, a wiceprezes do Sejmu) i Dobromira Sośnierza z Wolnościowców, z ramienia Konfederacji wystartowali do Sejmu radny sejmiku podlaskiego Stanisław Derehajło z Porozumienia i prof. Michał Wojciechowski z UPR oraz do Senatu także pojedynczy działacze Prawicy Rzeczypospolitej i Samoobrony. W dwóch okręgach do Senatu w konkurencji do kandydatów Konfederacji wystartowali związani z nią kandydaci partii Zjednoczeni Ponad Podziałami. W wyborach do Sejmu Konfederacja uzyskała 7,16% głosów, otrzymując 18 mandatów. Ponownie żaden jej kandydat nie został wybrany do Senatu. Po wyborach z Rady Liderów został usunięty Janusz Korwin-Mikke, który nie uzyskał poselskiej reelekcji. Zawieszono go też na miesiąc w prawach członka federacyjnej partii (w styczniu 2024 poinformował o procesie rejestracji kolejnej partii pod nazwą KORWiN). Rada Liderów uchyliła także funkcję współprzewodniczących Konfederacji WiN. W nowej kadencji Sejmu przewodniczącym klubu Konfederacji został Stanisław Tyszka, a Krzysztof Bosak został wybrany na wicemarszałka izby.
W wyborach samorządowych w 2024 Konfederacja WiN współtworzyła KWW Konfederacja i Bezpartyjni Samorządowcy (podejmując współpracę ze środowiskiem wywodzącym się z Bezpartyjnych Samorządowców, które dokonało rozłamu w tym ruchu). Komitet uzyskał 7,23% głosów w skali kraju w wyborach do sejmików, w których uzyskał 6 mandatów (2 dla kandydatów związanych z Nową Nadzieją, 1 dla lidera Porozumienia oraz 3 dla środowisk bezpartyjnych). Dwa mandaty komitet uzyskał w sejmiku województwa podkarpackiego (otrzymali je Adam Berkowicz z NN i Mirosław Majkowski – radny Przemyśla związany wcześniej z Kukiz’15, który związał się z Konfederacją), a po jednym w sejmikach województw lubelskiego (Krzysztof Frejowski związany z NN), podlaskiego (reelekcję uzyskał kierujący Porozumieniem Stanisław Derehajło), świętokrzyskiego (Katarzyna Suchańska – radna Kielc, do niedawna jedna z liderek BS) i mazowieckiego (reelekcję uzyskał Konrad Rytel z Mazowieckiej Wspólnoty Samorządowej, także do niedawna jeden z liderów BS). Kilkudziesięciu kandydatów związanych z Konfederacją startowało w wyborach na włodarzy, w tym około 30 na prezydentów miast. Patryk Marjan z NN wygrał w II turze wybory na prezydenta Bełchatowa, startując z ramienia KWW Bełchatowianie.
W wyborach do Parlamentu Europejskiego w 2024 ugrupowanie wystartowało jako Konfederacja WiN. Oprócz NN, RN, KKP i prezesa Ruchu PE z jej list wystartowali także przedstawiciele partii Polska Jest Jedna (w tym bezpartyjny wówczas poseł Grzegorz Płaczek). W wyborach Konfederacja zajęła 3. miejsce, uzyskując 12,08% głosów i otrzymując 6 mandatów. 3 zdobyli przedstawiciele NN (Marcin Sypniewski, szef klubu poselskiego Konfederacji Stanisław Tyszka i rzeczniczka koalicji Ewa Zajączkowska-Hernik), 2 RN (Anna Bryłka i Tomasz Buczek), a 1 KKP (prezes partii Grzegorz Braun). Przedstawiciele NN przystąpili do Europy Suwerennych Narodów, a deputowani RN i KKP nie znaleźli się początkowo w żadnej frakcji. 1 października 2024 europosłowie RN dołączyli do grupy Patrioci za Europą.
10 stycznia 2025 przewodniczącym klubu poselskiego Konfederacji został Grzegorz Płaczek, który zastąpił na tym stanowisku wybranego do Parlamentu Europejskiego Stanisława Tyszkę (7 miesięcy po wygaśnięciu przez niego mandatu poselskiego).
W wyborach prezydenckich w 2025 jako kandydat Konfederacji WiN ogłoszony został prezes NN Sławomir Mentzen. Start ogłosił jednak także prezes KKP Grzegorz Braun, w związku z czym 17 stycznia 2025 został on wykluczony z Konfederacji, a 8 marca usunięto z tej partii także posła Włodzimierza Skalika, w wyniku czego KKP utraciła reprezentację w Radzie Liderów Konfederacji WiN (wykluczono także zasiadającego do tej pory w RL Roberta Iwaszkiewicza z KORWiN, popierającej kandydaturę Grzegorza Brauna). Dwa dni później Włodzimierz Skalik i drugi z posłów należących do KKP Roman Fritz ogłosili opuszczenie klubu poselskiego Konfederacji (w klubie pozostał trzeci z dotychczasowych posłów KKP, bezpartyjny Andrzej Zapałowski).

## Program

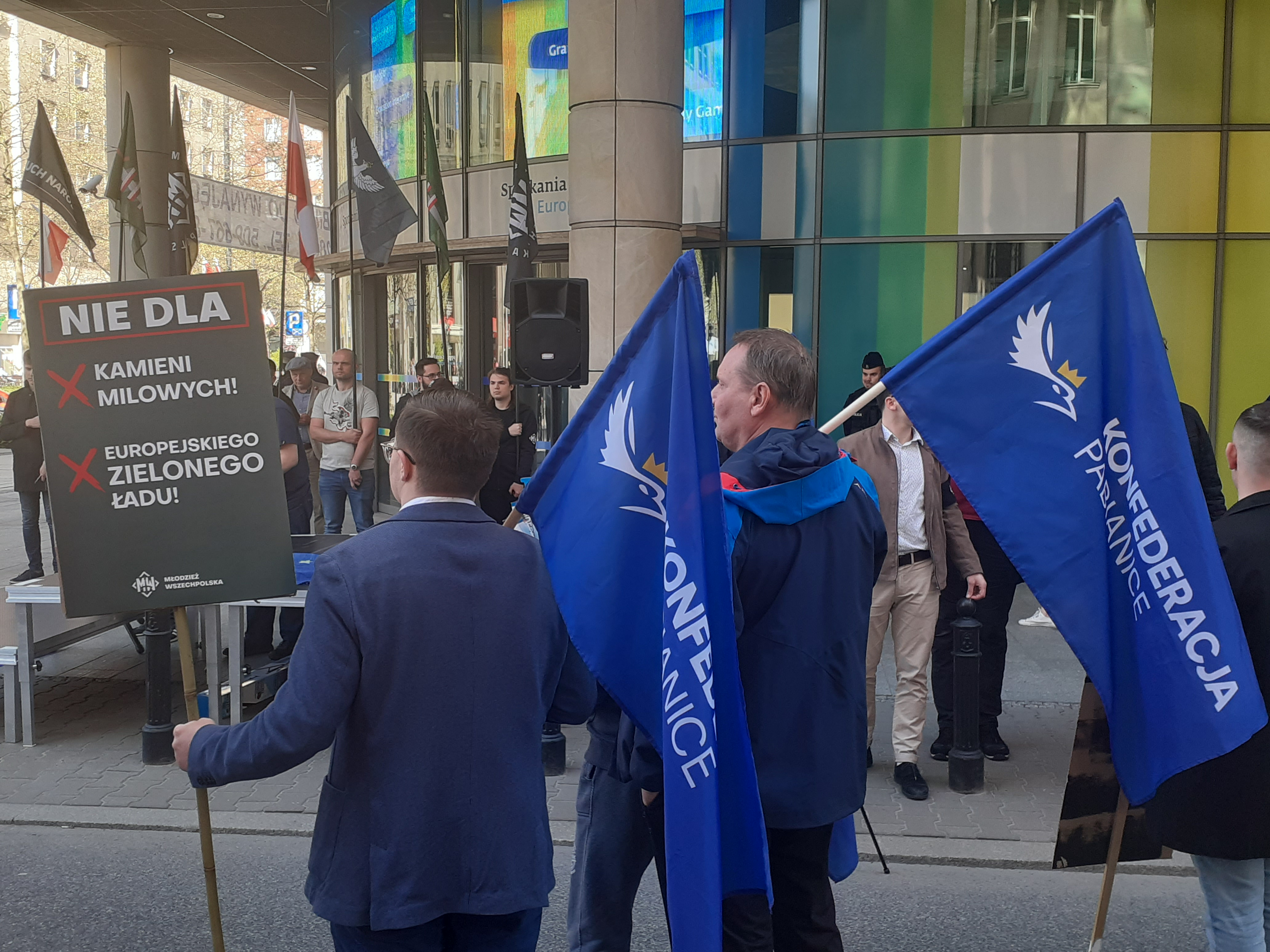
Flagi Konfederacji na demonstracji Młodzieży Wszechpolskiej przeciwko polityce Unii Europejskiej w 2023

Ugrupowania wchodzące w skład Konfederacji reprezentują poglądy należące do różnych prawicowych nurtów (głównie narodowy konserwatyzm i konserwatywny libertarianizm, także narodowy liberalizm). Wskazuje się na nacjonalistyczny i prawicowo-populistyczny charakter ugrupowania. Według twórców koalicji ideą partii jest skupienie środowisk deklarujących poglądy wolnościowe, narodowe, konserwatywne i proobywatelskie. Spoiwem koalicji są postulaty eurosceptyczne oraz postawy antyukraińskie. Przedstawiciele Konfederacji określają swe ugrupowanie „uniosceptycznym”, co ma na celu podkreślenie sceptycznego podejścia do Unii Europejskiej, a nie Europy. Opowiedzieli się za demontażem UE, jednocześnie chcąc pozostawienia strefy Schengen i EOG.
Podczas konwencji programowej 21 września 2019 w Warszawie Konfederacja Wolność i Niepodległość zaprezentowała program wyborczy pt. „Polska dla Ciebie. Piątka Konfederacji", wypracowany przez wszystkie środowiska związane z komitetem wyborczym Konfederacji. Główne postulaty przyjęte przez formację to:
- 1000+ – powszechna ulga podatkowa: redukcja PIT do 0%, dobrowolność składek ZUS oraz zniesienie akcyzy na benzynę, obcięcie wydatków (lecz bez sprecyzowania, jakich);
- Szybkie i sprawiedliwe sądy – zbudowanie aparatu pomocniczego w sądach, ich cyfryzacja i uproszczenie procedur;
- Bon edukacyjny i bon kulturalny – prywatyzacja szkolnictwa, kultury i sztuki, finansowanie ich poprzez bony, przeciwdziałanie ruchowi LGBT;
- Bezpieczeństwo narodowe – ograniczenie przyjmowania uchodźców i imigrantów, sprzeciwienie się ustawie JUST, propagacja polskiej wizji historycznej i kulturowej;
- Zdrowe życie – obrona życia, ochrona środowiskowa, ochrona lasów, zdrowa żywność.

Pozostałymi postulatami ugrupowania są:
- przyjęcie neutralności w konfliktach zbrojnych na Bliskim Wschodzie i zaprzestanie angażowania polskich żołnierzy[108];
- utrzymanie waluty narodowej, tj. złotego[109];
- likwidacja podatku dochodowego[110];
- przywrócenie kary śmierci dla nadzwyczajnych przestępstw[111];
- liberalizacja przepisów dot. pozwolenia na broń palną[112];
- ograniczenie imigracji z państw pozaeuropejskich[109];
- decentralizacja i debiurokratyzacja państwa[109];
- wyrównanie dopłat rolniczych do reszty państw UE[6].

W kolejnych latach partia przedstawiła kolejne programy: 
- „Polska na nowo. Program dla Polski po lockdownie”, 2021.
- „Po stronie Polski. Program merytorycznej alternatywy dla Polski”, 2022.
- „Konstytucja Wolności. Program wyborczy”, 2023.

W 2020 do wyborów prezydenckich Krzysztof Bosak startował z programem „Nowy Porządek. Tezy Konstytucyjne”.
Program z lipca 2022 zawiera postulaty z zakresu polityki gospodarczej i energetycznej oraz polityki zagranicznej, bezpieczeństwa i obronności.

## Działacze

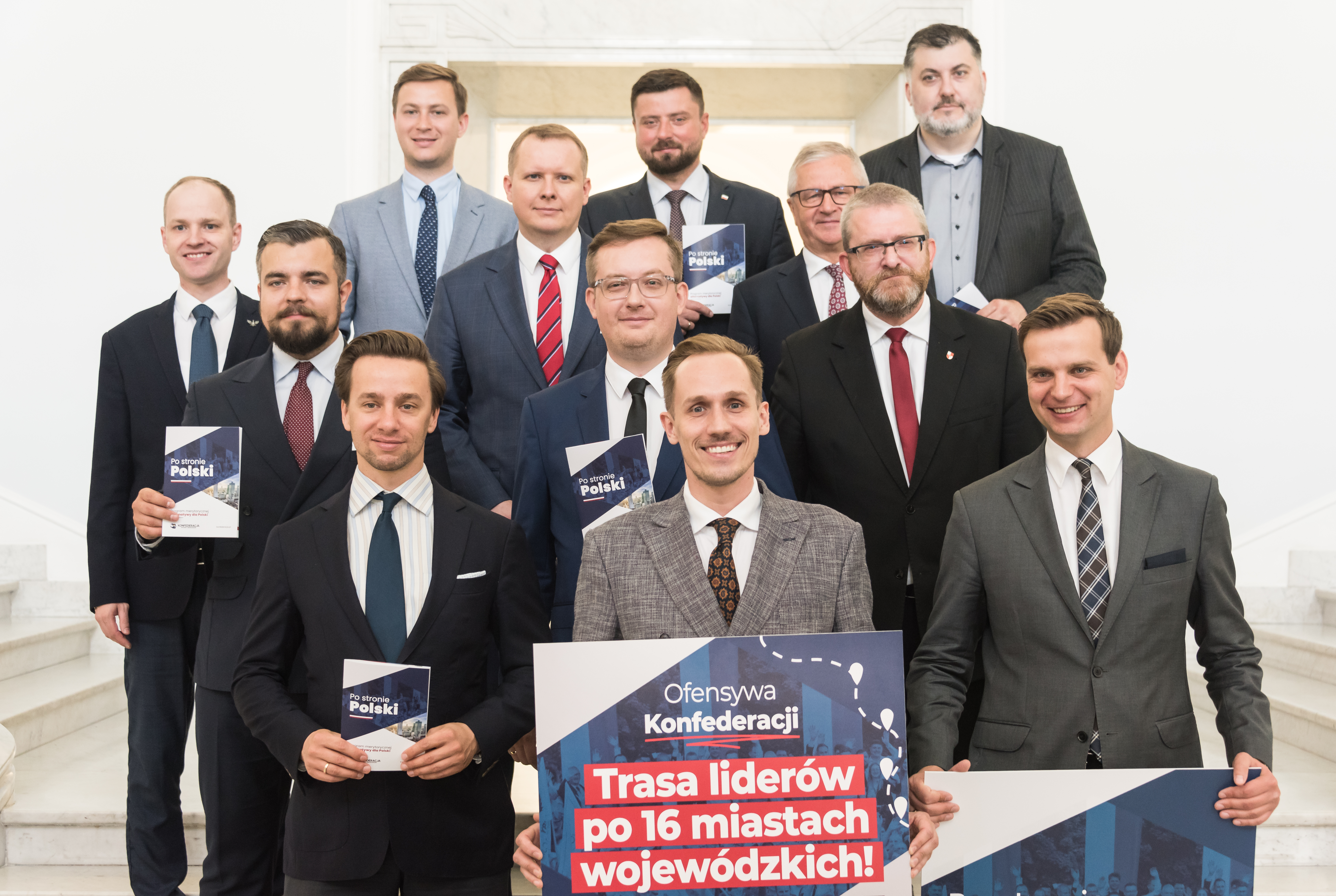
Grupa polityków Konfederacji w Sejmie (2022)

### Zarząd
W skład zarządu wchodzi będąca organem decyzyjnym partii 12-osobowa Rada Liderów sprawująca kolegialne przywództwo, a także skarbnik i sekretarz.
Członkowie Rady Liderów:
- Konrad Berkowicz (Nowa Nadzieja)
- Bartosz Bocheńczak (Nowa Nadzieja)
- Krzysztof Bosak (Ruch Narodowy)
- Anna Bryłka (Ruch Narodowy)
- Bartłomiej Pejo (Nowa Nadzieja)
- Grzegorz Płaczek (Nowa Nadzieja)
- Marcin Sypniewski (Nowa Nadzieja)
- Marek Szewczyk (Ruch Narodowy, Partia Konserwatywna)
- Krzysztof Tuduj (Ruch Narodowy)
- Witold Tumanowicz (Ruch Narodowy, Partia Konserwatywna)
- Stanisław Tyszka (Nowa Nadzieja)
- Paweł Usiądek (Ruch Narodowy)

Sekretarz:
- Krzysztof Rzońca (Nowa Nadzieja)

Skarbnik:
- Michał Wawer (Ruch Narodowy, Partia Konserwatywna)

### Posłowie na Sejm

#### Przewodniczący Koła/Klubu Poselskiego
- Jacek Wilk (KORWiN) – od 22 marca 2019 do 25 kwietnia 2019, koło
- Marek Jakubiak (Federacja dla Rzeczypospolitej) – od 25 kwietnia 2019 do 28 czerwca 2019, koło
- Jakub Kulesza (KORWiN / Wolnościowcy) – od 28 czerwca 2019 do 14 grudnia 2022, koło
- Krzysztof Bosak (Ruch Narodowy) – od 14 grudnia 2022 do 12 listopada 2023, koło
- Stanisław Tyszka (Nowa Nadzieja) – od 13 listopada 2023 do 10 czerwca 2024, klub
- Grzegorz Płaczek (Nowa Nadzieja) – od 10 stycznia 2025, klub

#### Klub poselski w Sejmie RP X kadencji
| Nowa Nadzieja                                                             | Nowa Nadzieja                                                             | Nowa Nadzieja                                           |
| ------------------------------------------------------------------------- | ------------------------------------------------------------------------- | ------------------------------------------------------- |
|                                                                           |                                                                           |                                                         |
| - Konrad Berkowicz - Bronisław Foltyn - Sławomir Mentzen                  | - Bartłomiej Pejo - Grzegorz Płaczek – przewodniczący - Michał Połuboczek | - Przemysław Wipler - Ryszard Wilk                      |
| Ruch Narodowy                                                             |                                                                           |                                                         |
|                                                                           |                                                                           |                                                         |
| - Karina Bosak - Krzysztof Bosak – wicemarszałek Sejmu - Krzysztof Mulawa | - Krzysztof Szymański - Krzysztof Tuduj                                   | - Witold Tumanowicz - Michał Wawer – wiceprzewodniczący |
| Pozostali                                                                 |                                                                           |                                                         |
|                                                                           |                                                                           |                                                         |
| - Andrzej Zapałowski                                                      |                                                                           |                                                         |

Byli członkowie:
- Grzegorz Braun (Konfederacja Korony Polskiej) – do 10 czerwca 2024, wybrany na posła do Parlamentu Europejskiego
- Roman Fritz (Konfederacja Korony Polskiej) – do 10 marca 2025, został posłem niezrzeszonym
- Włodzimierz Skalik (Konfederacja Korony Polskiej) – do 10 marca 2025, został posłem niezrzeszonym
- Stanisław Tyszka (Nowa Nadzieja) – do 10 czerwca 2024, wybrany na posła do Parlamentu Europejskiego

#### Koło poselskie w Sejmie RP IX kadencji
| Ruch Narodowy                                          | Ruch Narodowy                       | Ruch Narodowy                       |
| ------------------------------------------------------ | ----------------------------------- | ----------------------------------- |
|                                                        |                                     |                                     |
| - Krzysztof Bosak – przewodniczący - Krystian Kamiński | - Anna Siarkowska - Krzysztof Tuduj | - Michał Urbaniak - Robert Winnicki |
| Nowa Nadzieja                                          |                                     |                                     |
|                                                        |                                     |                                     |
| - Konrad Berkowicz – wiceprzewodniczący                | - Janusz Korwin-Mikke               | - Stanisław Tyszka                  |
| Konfederacja Korony Polskiej                           |                                     |                                     |
|                                                        |                                     |                                     |
| - Grzegorz Braun                                       |                                     |                                     |
| Wolnościowcy                                           |                                     |                                     |
|                                                        |                                     |                                     |
| - Dobromir Sośnierz                                    |                                     |                                     |

Wcześniejsi członkowie (do 13 lutego 2023, założyli koło Wolnościowców, potem niezrzeszeni):
- Artur Dziambor (Wolnościowcy)
- Jakub Kulesza (Wolnościowcy)

#### Koło poselskie w Sejmie RP VIII kadencji
Pod koniec kadencji:
- Jakub Kulesza (KORWiN) – przewodniczący
- Jacek Wilk (KORWiN)
- Robert Winnicki (Ruch Narodowy) – wiceprzewodniczący
- Paweł Skutecki (bezpartyjny), od 12 sierpnia 2019

Wcześniejsi członkowie:
- Marek Jakubiak (Federacja dla Rzeczypospolitej), od 22 marca do 28 czerwca 2019, potem niezrzeszony
- Piotr Liroy-Marzec (Skuteczni), od 22 marca do 28 czerwca 2019, potem koło Przywrócić Prawo
- Robert Majka (bezpartyjny), od 16 maja do 3 września 2019, potem niezrzeszony

Wszyscy posłowie Konfederacji na Sejm VIII kadencji zostali wybrani z list komitetu Kukiz’15.

### Posłowie do Parlamentu Europejskiego

#### Posłowie do Parlamentu Europejskiego X kadencji
| Europa Suwerennych Narodów | Europa Suwerennych Narodów | Europa Suwerennych Narodów |
| -------------------------- | -------------------------- | -------------------------- |
|                            |                            |                            |
| Nowa Nadzieja              |                            |                            |
|                            |                            |                            |
| - Marcin Sypniewski        | - Stanisław Tyszka         | - Ewa Zajączkowska-Hernik  |
| Patrioci za Europą         |                            |                            |
|                            |                            |                            |
| Ruch Narodowy              |                            |                            |
|                            |                            |                            |
| - Anna Bryłka              | - Tomasz Buczek            |                            |

Były:
- Grzegorz Braun (Konfederacja Korony Polskiej) – 17 stycznia 2025 wykluczony z Konfederacji WiN, 10 marca 2025 kierowana przez niego KKP zerwała z nią związki

## Kompozycja
| Partia | Partia        | Ideologia                            | Prezes           | Posłowie | Senatorowie | Eurodeputowani | Radni sejmików województw |
| ------ | ------------- | ------------------------------------ | ---------------- | -------- | ----------- | -------------- | ------------------------- |
|        | Nowa Nadzieja | konserwatywny liberalizm, leseferyzm | Sławomir Mentzen | 8/460    | 0/100       | 3/53           | 2/552                     |
|        | Ruch Narodowy | nacjonalizm, narodowy katolicyzm     | Krzysztof Bosak  | 7/460    | 0/100       | 2/53           | 0/552                     |

## Poparcie w wyborach

### Wybory do Parlamentu Europejskiego
| Wybory | Głosy     | Głosy      | Głosy | Mandaty | Mandaty |
| Wybory | Liczba    | %          | +/−   | Liczba  | +/−     |
| ------ | --------- | ---------- | ----- | ------- | ------- |
| 2019   | 621 188   | 4,55 (4.)  | –     | 0/52    | –       |
| 2024   | 1 420 287 | 12,08 (3.) | 7,53  | 6/53    | 6       |

### Wybory parlamentarne
| Wybory | Sejm      | Sejm      | Sejm  | Sejm    | Sejm    | Senat   | Senat   | Rząd     |
| Wybory | Głosy     | Głosy     | Głosy | Mandaty | Mandaty | Mandaty | Mandaty | Rząd     |
| Wybory | Liczba    | %         | +/−   | Liczba  | +/−     | Liczba  | +/−     | Rząd     |
| ------ | --------- | --------- | ----- | ------- | ------- | ------- | ------- | -------- |
| 2019   | 1 256 953 | 6,81 (5.) | –     | 11/460  | –       | 0/100   | –       | Opozycja |
| 2023   | 1 547 364 | 7,16 (5.) | 0,35  | 18/460  | 7       | 0/100   | –       | Opozycja |

### Wybory samorządowe (KWW Konfederacja i Bezpartyjni Samorządowcy)
| Wybory | Sejmiki województw | Sejmiki województw | Sejmiki województw | Sejmiki województw | Sejmiki województw | Rady powiatów | Rady powiatów | Rady powiatów | Rady powiatów | Rady gmin | Rady gmin | Prezydenci, burmistrzowie, wójtowie | Prezydenci, burmistrzowie, wójtowie |
| Wybory | Głosy              | Głosy              | Głosy              | Mandaty            | Mandaty            | Głosy         | Głosy         | Mandaty       | Mandaty       | Mandaty   | Mandaty   | Mandaty                             | Mandaty                             |
| Wybory | Liczba             | %                  | +/−                | Liczba             | +/−                | %             | +/−           | Liczba        | +/−           | Liczba    | +/−       | Liczba                              | +/−                                 |
| ------ | ------------------ | ------------------ | ------------------ | ------------------ | ------------------ | ------------- | ------------- | ------------- | ------------- | --------- | --------- | ----------------------------------- | ----------------------------------- |
| 2024   | 1 042 328          | 7,23 (4.)          | –                  | 6/552              | –                  | 0,60          | –             | 5             | –             | 17        | –         | 1                                   | –                                   |

### Wybory prezydenckie
| Wybory | Kandydat         | Zdjęcie | I tura    | I tura     |
| Wybory | Kandydat         | Zdjęcie | Głosów    | %          |
| ------ | ---------------- | ------- | --------- | ---------- |
| 2020   | Krzysztof Bosak  |         | 1 317 380 | 6,78 (4.)  |
| 2025   | Sławomir Mentzen |         | 2 902 448 | 14,81 (3.) |